# Amazon Aurora
Amazon Auroraは、Amazon Web Servicesが開発し、2014年10月から提供している関係データベースサービスである。 AuroraはAmazon Relational Database Service（RDS）の1つとして利用できる。

## 歴史
Auroraはリリース時からMySQL互換のサービスを提供している。2017年10月に、PostgreSQLの互換性を追加した。
2017年8月、Aurora Fast Cloning（Copy-on-write）機能が追加されたことで、高速でコスト効率の良いデータベースの複製を作成できるようになった。2018年5月、Aurora Backtrackが追加され、新しいデータベースを作成せずにクラスターの巻き戻しが可能になった。2018年9月には、Auroraクラスターの一時停止と再開が可能になった。2018年8月には、サーバーレス版の提供を開始した。
2019年、Auroraの開発者らは、SIGMODのSystems Awardを受賞した。受賞理由は、クラウド環境向けに関係データベースストレージの根本的な再設計を行ったことである。

## 特徴
Auroraはデータベースストレージの容量を必要に応じて10GBずつ最大128TBまで自動的に割り当てる。Auroraは、可用性と耐障害性を向上させるために、3つのAvailability Zoneに渡って自動的にチャンクを2つずつ6方向レプリケーションする機能を提供する。
Auroraはユーザーにクエリスループットやレイテンシなどの性能のメトリクスを提供する。また、高速なデータベースのクローンを提供する。
Auroraのマルチマスター構成を利用すると、複数のアベイラビリティーゾーンにまたがるAuroraデータベース内に、複数のread-writeインスタンスが作成できるようになる。これにより、アップタイムの保証が重要なアプリケーションに対して、インスタンスに障害が発生しても継続的な書き込みの可用性を提供できる。

### MySQLとの互換性
AmazonはAuroraをMySQLと互換性があるように設計した。つまり、MySQLデータベースへのクエリおよび管理用のツール（mysqlコマンドラインクライアントや、MySQL WorkbenchGUIツールなど）が利用できるということである。すべてのMySQLオプションと機能が利用できるわけではない。2016年現在、Amazon AuroraはMySQL 5.6および5.7と互換性がある。ストレージエンジンとしてInnoDBをサポートしている。

### 性能
Amazonは、MySQLに対するベンチマークテストにおいて、「データベースのワークロードの目的に特化したSSDベースの仮想化ストレージレイヤーを利用したデータベースエンジンとの強い統合、ストレージシステムへの書き込みの削減、ロック競合の最小化、データベースプロセスのスレッドが生み出す遅延の削減」により、同じハードウェア上で5倍の性能向上が得られたと主張している。その他の第三者によるテストでは、いくつかの（すべてではない）ワークロードとインスタンスタイプの組み合わせにおいて、競合するデータベースより優れた性能を示した。